# Marquesado de Villamantilla
El marquesado de Villamantilla es un título nobiliario español creado por el rey Alfonso XII por Real Decreto de 1 de julio de 1878 y Real Despacho del 25 de octubre de 1878 en favor de Antonio Mantilla de los Ríos y Burgos.

## Marqueses de Villamantilla
|                          | Titular                                             | Periodo                  |
| Creación por Alfonso XII | Creación por Alfonso XII                            | Creación por Alfonso XII |
| ------------------------ | --------------------------------------------------- | ------------------------ |
| I                        | Antonio Mantilla de los Ríos y Burgos               | 1878-1881                |
| II                       | María de los Dolores Garvayo y Mantilla de los Ríos | 1882-1942                |
| III                      | Pedro Bermúdez de Castro y Garvayo                  | 1942-1959                |
| IV                       | Manuel Garvayo y Bermúdez de Castro                 | 1959-1963                |
| V                        | Manuel Garvayo Ardid                                | 1964-2005                |
| VI                       | Manuel Garvayo Benthem                              | 2005-2020                |
| VII                      | Manuel Garvayo Delgado                              | 2021-actual titular      |

## Historia de los marqueses de Villamantilla
- Antonio Mantilla de los Ríos y Burgos (Motril, 1820[3]-Gualchos, 21 de abril de 1881), I marqués de Villamantilla,[2] diplomático, ministro de España en los Estados Unidos, consejero de Estado, diputado a Cortes y caballero Gran Cruz de Carlos III.[1]

Casó, siendo su segundo esposo, con María del Pilar de León y Gregorio, I marquesa de Squilache en 1891, grande de España. Sin descendencia, le sucedió su sobrina:
- María de los Dolores Garvayo y Mantilla de los Ríos, II marquesa de Villamantilla.[1]

Contrajo matrimonio con José Bermúdez de Castro y Talero. En 1942 le sucedió su hijo:
- Pedro Bermúdez de Castro y Garvayo, III marqués de Villamantilla.[1]

Casó con María Teresa de Urquízar y Ruiz. Sin descendencia, en 1959 le sucedió su sobrino, hijo de su hermana Estrella Bermúdez de Castro y Garvayo y de su esposo Manuel Garvayo y Sandoval. En 1964 le sucedió su hijo:
- Manuel Garvayo y Bermúdez de Castro (m. 2 de noviembre de 1963), IV marqués de Villamantilla[1] y alcalde de Motril (1937-1941).[5]

Contrajo matrimonio en Granada con María Ardid Pérez. En 1964 le sucedió su hijo:
- Manuel Garvayo Ardid, V marqués de Villamantilla.[1]

Casó con María Eugenia Benthem Gross, hija de Ignacio Benthem Guille y María Eugenia Gross Loring. En 2005 le sucedió su hijo:
- Manuel Garvayo Benthem (m. Málaga, 23 de septiembre de 2020),[8] VI marqués de Villamantilla[9] y empresario portuario.[10]

Casó con Olga Delgado Bernabé. Le sucedió su hijo:
- Manuel Garvayo Delgado, VII marqués de Villamantilla[11]